# Femminile Inter Milano 2014-2015
Questa voce raccoglie le informazioni riguardanti l'Associazione Sportiva Dilettantistica Femminile Inter Milano nelle competizioni ufficiali della stagione 2014-2015.

## Divise e sponsor
Pur non avendo un'ufficiale collaborazione con l'Inter maschile, le tenute di gioco riproponevano lo scema classico a strisce nerazzurre e lo sponsor principale Pirelli.
| Casa | Trasferta |

## Organigramma societario
Dati estratti dal sito ufficiale della società e dal sito Football.it
Area amministrativa
- Presidente: Elena Tagliabue
- Vice Presidente: Pierantonio Naplone
- Direttore sportivo: Gianni D'Ingeo
- Direttore sportivo: Andrea Doria
- Segretario: Giovanni Olivieri

Area tecnica
- Allenatore: Antonio Brustia

## Rosa
| N. |                   | Ruolo | Calciatrice       |
| -- | ----------------- | ----- | ----------------- |
|    | Italia (bandiera) | P     | Carlotta Cartelli |
|    | Italia (bandiera) | P     | Giada Pilato      |
|    | Italia (bandiera) | P     | Giulia Stefanello |
|    | Italia (bandiera) | D     | Beatrice Abati    |
|    | Italia (bandiera) | D     | Denise Brevi      |
|    | Italia (bandiera) | D     | Linda Chiggio     |
|    | Italia (bandiera) | D     | Gabriella Fontana |
|    | Italia (bandiera) | D     | Beatrice Merlo    |
|    | Italia (bandiera) | D     | Edera Pedrazzani  |
|    | Italia (bandiera) | D     | Elisa Polloni     |
|    | Italia (bandiera) | D     | Federica Rizza    |
|    | Italia (bandiera) | D     | Francesca Soro    |
|    | Italia (bandiera) | C     | Martina Brustia   |
|    | Italia (bandiera) | D     | Denise Carabetta  |
|    | Italia (bandiera) | C     | Silvia D'Argenio  |

| N. |                   | Ruolo | Calciatrice       |
| -- | ----------------- | ----- | ----------------- |
|    | Italia (bandiera) | C     | Chiara Dedè       |
|    | Italia (bandiera) | C     | Valeria Degano    |
|    | Italia (bandiera) | C     | Zhanna Ferrario   |
|    | Italia (bandiera) | C     | Marta Longoni     |
|    | Italia (bandiera) | C     | Marta Pandini     |
|    | Italia (bandiera) | C     | Ester Postiglione |
|    | Italia (bandiera) | C     | Alice Regazzoli   |
|    | Italia (bandiera) | A     | Regina Baresi     |
|    | Italia (bandiera) | A     | Agnese Bonfantini |
|    | Italia (bandiera) | A     | Giorgia Bracelli  |
|    | Italia (bandiera) | A     | Gaja Casiello     |
|    | Italia (bandiera) | A     | Katia Coppola     |
|    | Italia (bandiera) | A     | Alessia Rognoni   |
|    | Italia (bandiera) | A     | Valentina Velati  |
|    | Italia (bandiera) | A     | Danila Zazzera    |

## Calciomercato

### Sessione estiva
| Acquisti | Acquisti          | Acquisti          | Acquisti   |
| R.       | Nome              | da                | Modalità   |
| -------- | ----------------- | ----------------- | ---------- |
| P        | Giulia Stefanello | Real Meda         | svincolata |
| D        | Denise Brevi      |                   | svincolata |
| D        | Linda Chiggio     | Real Meda         | svincolata |
| D        | Francesca Soro    | Chiasiellis       | svincolata |
| C        | Valeria Degano    | Chiasiellis       | svincolata |
| C        | Ester Postiglione | Atletico Oristano | svincolata |
| A        | Katia Coppola     | Como 2000         | svincolata |

| Cessioni | Cessioni          | Cessioni        | Cessioni      |
| R.       | Nome              | a               | Modalità      |
| -------- | ----------------- | --------------- | ------------- |
| P        | Giada Ferraro     | Caprera         | definitivo    |
| P        | Cristina Selmi    | Real Meda       | svincolata    |
| D        | Martina Cortesi   | Como 2000       | definitivo    |
| D        | Giulia Pagano     | Riozzese        | definitivo    |
| D        | Francesca Vitale  | Tradate Abbiate | definitivo    |
| C        | Giulia Ambrosetti | Como 2000       | fine prestito |
| C        | Marta Carissimi   | Stjarnan        | definitivo    |
| C        | Giulia Colombo    | ???             |               |
| C        | Michela Greco     | Cuneo           | definitivo    |
| C        | Elisa Lecce       | ???             | definitivo    |
| C        | Ilaria Nati       |                 |               |
| C        | Federica Moroni   | Tradate Abbiate | definitivo    |
| A        | Giulia Brazzarola | Caprera         | definitivo    |
| A        | Alice Cama        | Como 2000       | definitivo    |
| A        | Elena Vestito     | Tradate Abbiate | definitivo    |

## Risultati

### Serie B

#### Girone di andata
| Arbitro: | Tommaso Betta (Bolzano) |

|             |           |             |
| Tombola 79’ | Marcatori | 37’ Longoni |

| Arbitro: | Loffredo (Torino) |

|                              |           |              |
| Baresi 9’ (rig.) Coppola 21’ | Marcatori | 70’ Possenti |

19 ottobre 2014, 3ª giornata: l'Inter Milano riposa.
| Arbitro: | Ongarato (Castelfranco Veneto) |

|  |           |                                                                                   |
|  | Marcatori | 19’ Pandini 27’ (rig.), 54’ (rig.) Baresi 31’ Velati 77’, 79’ Coppola 81’ Zazzera |

| Arbitro: | Fantino (Nichelino) |

|  |           |           |
|  | Marcatori | 7’ Brayda |

| Arbitro: | Ponso (Bassano del Grappa) |

|  |           |                |
|  | Marcatori | 70’ Pasqualini |

| Arbitro: | Fantino (Nichelino) |

|                              |           |               |
| Baresi 26’ (rig.) Velati 75’ | Marcatori | 65’ Cavallini |

| Arbitro: | Sonetti (Genova) |

|                                    |           |                   |
| De Luca 33’ Tchetchoua Nouossa 80’ | Marcatori | 35’ (rig.) Baresi |

| Arbitro: | Bodini (Verona) |

|                          |           |                                  |
| Baresi 20’ Regazzoli 45’ | Marcatori | 30’ (rig.) Moroni 80’ Stefanazzi |

| Arbitro: | Matteo Paggiola (Legnago) |

|  |           |             |
|  | Marcatori | 57’ Coppola |

| Arbitro: | Bernardini (Genova) |

|                                                                     |           |  |
| Abati 26’ Velati 28’ Ferrario 37’ Coppola 44’ Merlo 48’ Brustia 69’ | Marcatori |  |

| Arbitro: | Acampora (Schio) |

|  |           |                                              |
|  | Marcatori | 20’, 22’, 55’ Coppola 65’ Velati 70’ Pandini |

| Arbitro: | Zanotti (Pavia) |

|                                                                |           |  |
| Pegoraro 6’ (aut.) Coppola 6’ Chiggio 14’ Abati 28’ Baresi 82’ | Marcatori |  |

#### Girone di ritorno
| Arbitro: | Riccardo Dell'Oca (Como) |

|             |           |  |
| Coppola 45’ | Marcatori |  |

| Arbitro: | Mezzalira (Varese) |

|  |           |                                       |
|  | Marcatori | 18’, 87’ Coppola 90+1’ (rig.) Pandini |

1º febbraio 2015, 16ª giornata: l'Inter Milano riposa.
| Arbitro: | Biffi (Treviglio) |

|                                                                                    |           |  |
| Coppola 15’ Baresi 43’ Velati 46’, 50’ Merlo 71’ Pandini 87’ Bracelli 90+3’ (rig.) | Marcatori |  |

| Erbusco 15 febbraio 2015, ore 14:30 CET 18ª giornata | Franciacorta    | 0 – 0 referto | Inter Milano | Campo n.1\| Arbitro: \| Di Graci (Como) \| |
| Arbitro:                                             | Di Graci (Como) |               |              |                                            |

| Arbitro: | Bernardini (Genova) |

|                                        |           |           |
| Velati 16’ Baresi 32’, 90’ Coppola 78’ | Marcatori | 71’ Betta |

| Arbitro: | Betta (Bolzano) |

|                       |           |                                        |
| Maselli 52’ Rizzi 75’ | Marcatori | 4’ Ferrario 9’ Rizza 46’ (rig.) Baresi |

| Arbitro: | Croce (Novara) |

|           |           |            |
| Velati 6’ | Marcatori | 71’ Dubini |

| Arbitro: | Messaggi (Crema) |

|  |           |                          |
|  | Marcatori | 33’ Velati 89’ Regazzoli |

| Arbitro: | Federico Mezzalira (Varese) |

|  |           |                                    |
|  | Marcatori | 32’ Brunello 82’ (aut.) Stefanello |

| Arbitro: | Bracconi (Brescia) |

|  |           |                          |
|  | Marcatori | 72’ Zazzera 77’ Bracelli |

| 19 aprile 2015, ore 15:00 CEST 25ª giornata | Inter Milano      | 0 – 0 referto | Brixen OBI | \| Arbitro: \| Gatti (Gallarate) \| |
| Arbitro:                                    | Gatti (Gallarate) |               |            |                                     |

| Arbitro: | Bernardini (Genova) |

|  |           |             |
|  | Marcatori | 29’ Coppola |

### Coppa Italia
| Arbitro: | Bracconi (Brescia) |

|              |           |                                                    |
| Marsciaga 9’ | Marcatori | 7’ Bracelli 10’, 80’ Baresi 85’ Velati 87’ Zazzera |

| Arbitro: | Filomena (Collegno) |

|                  |           |             |
| Pandini 49’, 61’ | Marcatori | 75’ Peccina |

| Arbitro: | Borca (Torino) |

|                |           |              |
| Velati 7’, 36’ | Marcatori | 8’ Cascarano |

| Arbitro: | Paoletti (La Spezia) |

|            |           |                                                                       |
| Figone 10’ | Marcatori | 45’ Pedrazzani 51’ Coppola 63’ Abati 75’, rig’, 88’ Baresi 82’ Velati |

| Brescia 4 aprile 2015, ore 16:00 CEST Quarti di finale                                         | Brescia   | 5 – 0 referto | Inter Milano | Centro Sp. Club Azzurri (200 spett.) |
| \| \| \| \| \| Bonansea 5’ Girelli 48’ Cernoia 65’ Rosucci 68’ Sabatino 78’ \| Marcatori \| \| |           |               |              |                                      |
|                                                                                                |           |               |              |                                      |
| Bonansea 5’ Girelli 48’ Cernoia 65’ Rosucci 68’ Sabatino 78’                                   | Marcatori |               |              |                                      |

## Statistiche

### Statistiche di squadra
| Competizione | Punti | In casa | In casa | In casa | In casa | In casa | In casa | In trasferta | In trasferta | In trasferta | In trasferta | In trasferta | In trasferta | Totale | Totale | Totale | Totale | Totale | Totale | DR  |
| Competizione | Punti | G       | V       | N       | P       | Gf      | Gs      | G            | V            | N            | P            | Gf           | Gs           | G      | V      | N      | P      | Gf     | Gs     | DR  |
| ------------ | ----- | ------- | ------- | ------- | ------- | ------- | ------- | ------------ | ------------ | ------------ | ------------ | ------------ | ------------ | ------ | ------ | ------ | ------ | ------ | ------ | --- |
| Serie B      | 50    | 12      | 7       | 3       | 2       | 30      | 9       | 12           | 8            | 2            | 2            | 26           | 6            | 24     | 15     | 5      | 4      | 56     | 15     | +41 |
| Coppa Italia | -     | 2       | 2       | 0       | 0       | 4       | 2       | 3            | 2            | 0            | 1            | 11           | 7            | 5      | 4      | 0      | 1      | 15     | 9      | +6  |
| Totale       | -     | 14      | 9       | 3       | 2       | 34      | 11      | 15           | 10           | 2            | 3            | 37           | 13           | 29     | 19     | 5      | 5      | 71     | 24     | +47 |

### Andamento in campionato
| Giornata  | 1 | 2 | 3 | 4 | 5 | 6 | 7 | 8 | 9 | 10 | 11 | 12 | 13 | 14 | 15 | 16 | 17 | 18 | 19 | 20 | 21 | 22 | 23 | 24 | 25 | 26 |
| --------- | - | - | - | - | - | - | - | - | - | -- | -- | -- | -- | -- | -- | -- | -- | -- | -- | -- | -- | -- | -- | -- | -- | -- |
| Luogo     | T | C | - | T | C | T | C | T | C | T  | C  | T  | C  | C  | T  | -  | C  | T  | C  | T  | C  | T  | C  | T  | C  | T  |
| Risultato | N | V | - | V | P | P | V | P | N | V  | V  | V  | V  | V  | V  | -  | V  | N  | V  | V  | N  | V  | P  | V  | N  | V  |
| Posizione |   |   |   |   |   |   |   |   |   |    |    |    |    |    |    |    |    |    |    |    |    |    |    |    |    | 3  |

Legenda:

Luogo: C = Casa; T = Trasferta. Risultato: V = Vittoria; N = Pareggio; P = Sconfitta.

### Statistiche delle giocatrici
| Giocatore      | Serie A  | Serie A | Serie A     | Serie A    | Coppa Italia | Coppa Italia | Coppa Italia | Coppa Italia | Totale   | Totale | Totale      | Totale     |
| Giocatore      | Presenze | Reti    | Ammonizioni | Espulsioni | Presenze     | Reti         | Ammonizioni  | Espulsioni   | Presenze | Reti   | Ammonizioni | Espulsioni |
| -------------- | -------- | ------- | ----------- | ---------- | ------------ | ------------ | ------------ | ------------ | -------- | ------ | ----------- | ---------- |
| B. Abati       | 23       | 2       | 2           | 0          | ?            | 1            | ?            | ?            | 23+      | 3      | 2+          | 0+         |
| R. Baresi      | 24       | 11      | 0           | 0          | ?            | 4            | ?            | ?            | 24+      | 15     | 0+          | 0+         |
| A. Bonfantini  | 1        | 0       | 0           | 0          | ?            | ?            | ?            | ?            | 1+       | 0+     | 0+          | 0+         |
| G. Bracelli    | 13       | 2       | 0           | 0          | ?            | 1            | ?            | ?            | 13+      | 3      | 0+          | 0+         |
| D. Brevi       | 3        | 0       | 0           | 0          | ?            | ?            | ?            | ?            | 3+       | 0+     | 0+          | 0+         |
| M. Brustia     | 18       | 1       | 1           | 0          | ?            | ?            | ?            | ?            | 18+      | 1+     | 1+          | 0+         |
| D. Carabetta   | 1        | 0       | 0           | 0          | ?            | ?            | ?            | ?            | 1+       | 0+     | 0+          | 0+         |
| C. Cartelli    | 9        | -6      | 0           | 0          | ?            | ?            | ?            | ?            | 9+       | -6+    | 0+          | 0+         |
| G. Casiello    | 1        | 0       | 0           | 0          | ?            | ?            | ?            | ?            | 1+       | 0+     | 0+          | 0+         |
| L. Chiggio     | 23       | 1       | 2           | 0          | ?            | ?            | ?            | ?            | 23+      | 1+     | 2+          | 0+         |
| K. Coppola     | 21       | 15      | 1           | 0          | ?            | 1            | ?            | ?            | 21+      | 16     | 1+          | 0+         |
| S. D'Argenio   | 3        | 0       | 0           | 0          | ?            | ?            | ?            | ?            | 3+       | 0+     | 0+          | 0+         |
| C. Dedè        | 22       | 0       | 4           | 0          | ?            | ?            | ?            | ?            | 22+      | 0+     | 4+          | 0+         |
| V. Degano      | 2        | 0       | 1           | 0          | ?            | ?            | ?            | ?            | 2+       | 0+     | 1+          | 0+         |
| Z. Ferrario    | 20       | 2       | 2           | 0          | ?            | ?            | ?            | ?            | 20+      | 2+     | 2+          | 0+         |
| G. Fontana     | 1        | 0       | 0           | 0          | ?            | ?            | ?            | ?            | 1+       | 0+     | 0+          | 0+         |
| M. Longoni     | 12       | 1       | 0           | 0          | ?            | ?            | ?            | ?            | 12+      | 1+     | 0+          | 0+         |
| B. Merlo       | 16       | 2       | 0           | 0          | ?            | ?            | ?            | ?            | 16+      | 2+     | 0+          | 0+         |
| M. Pandini     | 14       | 4       | 0           | 0          | ?            | 2            | ?            | ?            | 14+      | 6      | 0+          | 0+         |
| E. Pedrazzani  | 10       | 0       | 2           | 0          | ?            | 1            | ?            | ?            | 10+      | 1      | 2+          | 0+         |
| G. Pilato      | 0        | 0       | 0           | 0          | ?            | ?            | ?            | ?            | 0+       | 0+     | 0+          | 0+         |
| E. Polloni     | 0        | 0       | 0           | 0          | ?            | ?            | ?            | ?            | 0+       | 0+     | 0+          | 0+         |
| E. Postiglione | 0        | 0       | 0           | 0          | ?            | ?            | ?            | ?            | 0+       | 0+     | 0+          | 0+         |
| A. Regazzoli   | 7        | 2       | 0           | 0          | ?            | ?            | ?            | ?            | 7+       | 2+     | 0+          | 0+         |
| F. Rizza       | 13       | 1       | 0           | 0          | ?            | ?            | ?            | ?            | 13+      | 1+     | 0+          | 0+         |
| A. Rognoni     | 1        | 0       | 0           | 0          | ?            | ?            | ?            | ?            | 1+       | 0+     | 0+          | 0+         |
| F. Soro        | 12       | 0       | 0           | 0          | ?            | ?            | ?            | ?            | 12+      | 0+     | 0+          | 0+         |
| G. Stefanello  | 17       | -9      | 0           | 0          | ?            | ?            | ?            | ?            | 17+      | -9+    | 0+          | 0+         |
| V. Velati      | 23       | 9       | 0           | 0          | ?            | 4            | ?            | ?            | 23+      | 13     | 0+          | 0+         |
| D. Zazzera     | 17       | 2       | 1           | 0          | ?            | 1            | ?            | ?            | 17+      | 3      | 1+          | 0+         |